# Toreros
Pour plus de détails, voir Fiche technique et Distribution.
Toreros est un film français réalisé par Éric Barbier sorti en salle en 2000, tourné en 1997.

## Synopsis
Un ancien torero, après avoir passé  deux ans en prison, veut changer de vie et devient ouvrier sur un chantier pour oublier la période où il était mêlé au trafic de drogue. Mais pour régler les dettes de son père, il se lie de nouveau avec le monde des trafiquants.

## Critique
Vincent Rémy, soulignant que le film est sorti trois ans après le tournage, décrit « un monde plein de bruit et de fureur », peuplé de nains-toreros et de bomberos-Toreros (nains), forme de Toreo comique, une réalité cauchemardesque, « film baroque, avec un fin complètement ratée ».

## Fiche technique
- Titre original : Toreros
- Réalisation : Éric Barbier, assisté Emmanuel Hamon
- Scénario : Éric Barbier
- Musique : Renaud Barbier
- Durée : 110 minutes
- Format : couleur
- Photographie : Thierry Arbogast
- Dates de sortie : 
  -  France : 19 janvier 2000

## Distribution
- Olivier Martinez : Manuel
- Claude Brasseur : Francisco
- Sergi López : Rafael
- Maribel Verdú : Maria
- Olivier Gourmet : Pedro
- Alain Jarrige : Firmin
- Anton Carro : Paco
- Sidi Mohamed Mebarek : Enrique
- Rui Luís : Ramon
- Miguel Arroyo José Joselito : Joselito
- Abelardo De Constantine : Abelardo
- António Assunção : José
- Carlos Melo : Rambo